# Schloss Bad Köstritz

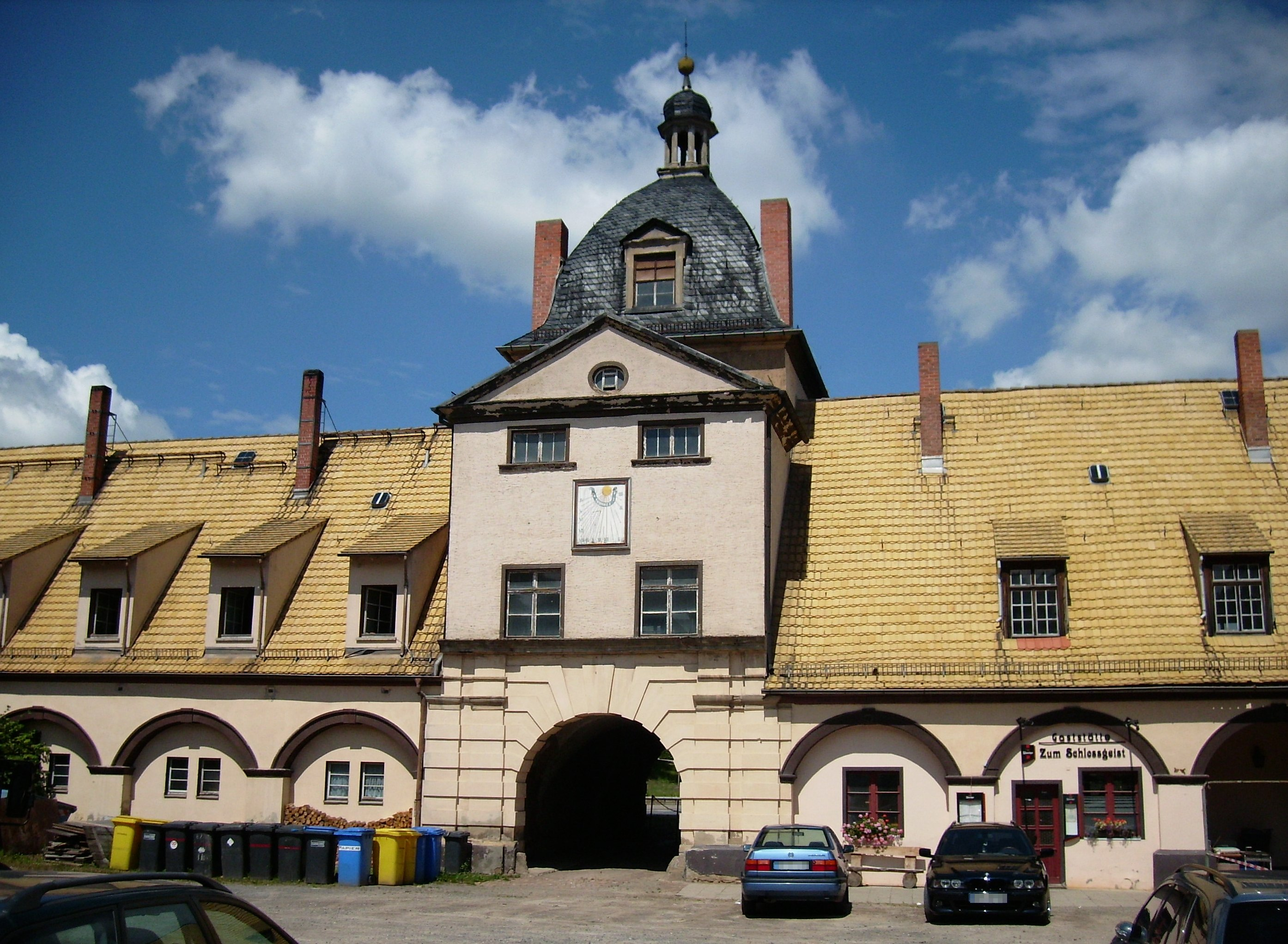
Der Torbau ist ein Rest des Schlosses

Das Schloss Bad Köstritz stand in der Landstadt Bad Köstritz im Landkreis Greiz in Thüringen.

## Geschichte
1687 wurde auf der Brandstätte der Unteren Rittergutes von Heinrich I. Reuß von Köstritz das Schlossgebäude im Renaissancestil als Köstritzer Residenz gebaut. 1704 war der Vierflügelbau vollendet. Graf Heinrich XXIV. nutzte es als ständigen Wohnsitz. 1830 richtete man im westlichen Schlosskomplex die Fürstliche Brauerei ein, die bis 1908 Bier braute. 1972 riss man das baufällige eigentliche Schlossgebäude ab.
Das Schlossportal mit Turm und der Sonnenuhr im Innenhof blieb erhalten.
An Stelle des alten Schlosses wurde 1995 das Schlosshotel errichtet.